# Ciesław (województwo zachodniopomorskie)
Ciesław – wieś sołecka w Polsce położona w północno-zachodniej części województwa zachodniopomorskiego, w powiecie kamieńskim, w gminie Świerzno.
W latach 1975–1998 miejscowość administracyjnie należała do województwa szczecińskiego.
Teren jest równinny, płasko urzeźbiony zaznaczony niewielkimi wzniesieniami, jego urozmaicenie stanowią duże obszary leśne otaczające Ciesław od wschodu i północy. 
Część ludności wiejskiej trudni się rolnictwem, hodowlą bydła mlecznego i trzody chlewnej. Dominują tu gleby brunatne kwaśne i wyługowane wytworzone z piasków gliniastych mocnych i glin lekkich.

## Rys historyczny
Pierwsze zapiski o wsi Ciesław pochodzą z 1369, wg których aż do połowy XIX wieku był własnością rodu von Grape. Do lat 30. XX wieku folwark w Ciesławiu był w posiadaniu rodziny von Plotz, w latach 30. został rozpalcelowany. Od lat 50. działała tu RSP.